# Julius Wurmbach

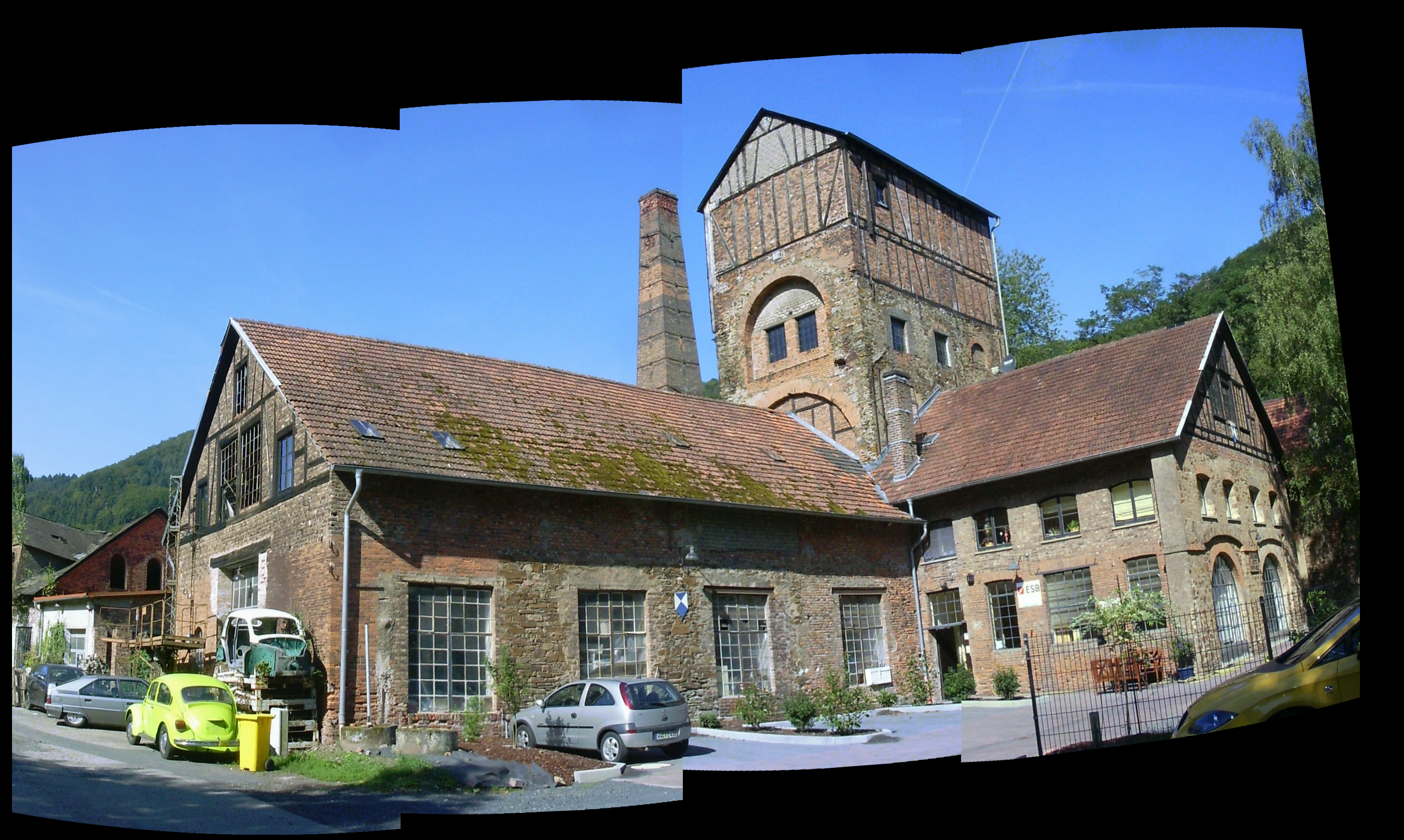
Nieverner Hütte

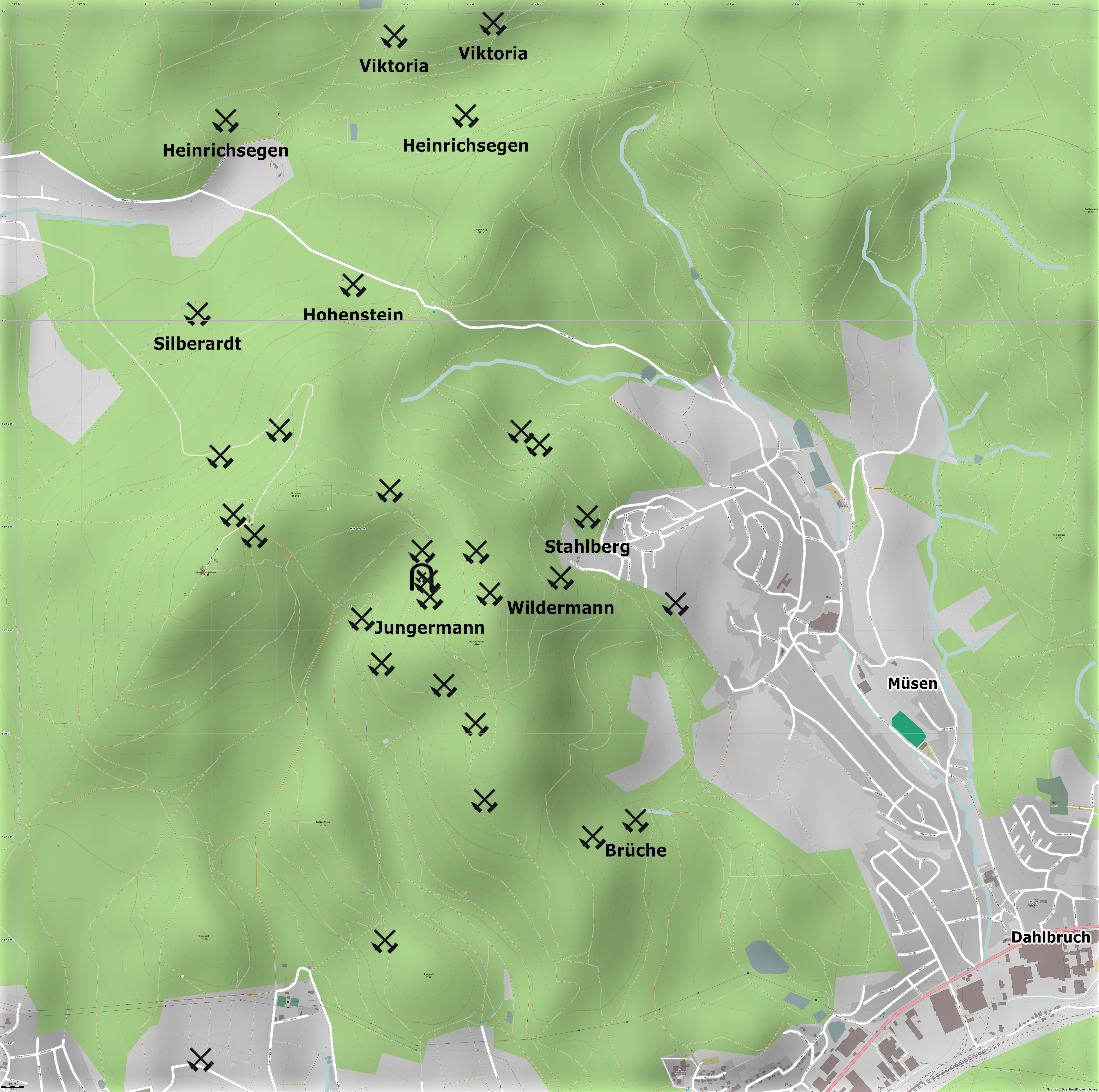
Bergwerke Hilchenbach-Müsen

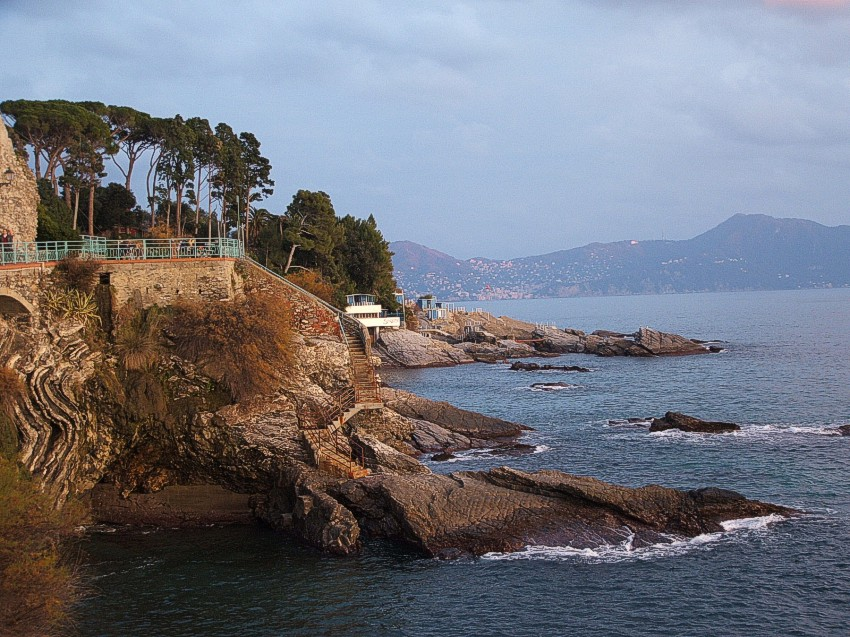
Nervi bei Genua (Italien), 1901 Sterbeort des Julius Wurmbach

Julius Wurmbach (* 14. Januar 1831 in Müsen (heute Hilchenbach, Siegerland); † 17. Mai 1901 in Nervi bei Genua, Italien) war ein königlich preußischer Kommerzienrat und Fabrikant in Bockenheim.

## Ehe
Julius Wurmbach war verheiratet mit Charlotte Meinhard (* 3. Januar 1839 in Siegen; † 1. Mai 1878 in Bockenheim). Ihr Sohn und späterer Firmenerbe war Julius Wurmbach jr. (1860–1926), auch ein deutscher Fabrikant und Kommunalpolitiker in Frankfurt am Main, dessen in Berlin-Dahlem erbaute Villa Wurmbach heute Wohnsitz der Bundespräsidenten Deutschlands ist.

## Berufliche Entwicklung
Schon sein Vater Johann war Kupferhammerbesitzer in Müsen, einem Bergbaurevier, das als eines der ältesten und umfangreichsten im Siegerland angesehen wurde. Julius Wurmbach war bereits ab seinem 30. Lebensjahr zehn Jahre von 1861 bis 1871 an der Nieverner Hütte, einer ehemaligen, heute unter Denkmalschutz stehenden Eisenhütte bei Fachbach an der Lahn, nahe Bad Ems mit großem Eigenkapital beteiligt und auch dort im Management mit tätig. 1871 verkaufte er seine Beteiligung an der Nieverner Hütte. Nach Ausrufung des wilhelminischen Kaiserreiches gründete er 1872 seine eigene Eisengießerei, Ofen- und Herdfabrik Julius Wurmbach in Bockenheim, ab 1895 eingemeindet und damit Stadtteil von Frankfurt am Main. Das ehemals kurhessische Bockenheim war zuvor 1866 mit ganz Kurhessen vom Königreich Preußen erfolgreich okkupiert worden. Seine damals produzierten Stubenöfen werden heute antiquarisch gehandelt. Die Fabrik lieferte auch schwere Pfannen und Kessel für chemische Fabriken. Später firmierte sie unter neuen Eigentümern als Bockenheimer Eisengießerei und Maschinenfabrik GmbH, Solmsstraße 83. Nach dem Zweiten Weltkrieg wurde sie Teil der benachbarten Apparatebaufirma FVS Fritz Voltz Sohn. Seit 2001 steht auf dem ehemaligen Betriebsgelände das 73 m hohe, 17-stöckige SCALA-Bürohochhaus in Frankfurt-Bockenheim, City-West.

## Ehrungen
Er unterstützte den Eingemeindungsvertrag vom 1. April 1895 von Oberbürgermeister der Stadt Frankfurt am Main Franz Adickes (1846–1915) und seinem Bürgermeister der Stadt Bockenheim Dr. jur. Adalbert Hengsberger (1853–1923) auch in seiner Funktion als Vizebürgermeister der Stadt Bockenheim. Nach der Eingemeindung wurde er u. a. zum Vorstandsmitglied der Frankfurter Handelskammer gewählt.
Unter anderem war Julius Wurmbach Mitglied des von Frankfurter (Groß-)Bürgern gegründeten „Vereins zur Errichtung deutsch-evangelischer Gottesdienste in Kurorten e.V.“, deren Initiator und Vorsitzender von 1885 bis 1919 der Frankfurter Moritz von Bernus war. Dieser Verein errichtete im katholischen Italien vier evangelisch-protestantische Kurkapellen. So 1887 in Gardone am Gardasee, 1899 in Capri und 1901 eine in Bordighera an der Riviera sowie eine in Nervi bei Genua. Beim Besuch in Nervi verstarb Julius Wurmbach als 70-Jähriger während der Einweihungsfeierlichkeiten.
Ihm zu Ehren wurden vom Magistrat im Kernbereich des Frankfurter Stadtteils Bockenheim sogar zwei Straßen benannt, die Julius- und die Wurmbachstraße, war er doch einer der größten Arbeitgeber Bockenheims.